# Guándaro
Guándaro es una localidad del estado mexicano de Michoacán. Es parte del municipio de Penjamillo.

## Toponimia
El nombre «Guándaro» proviene de los términos en purépecha: aguanda, cielo; ro, locativo. Su significado es «Lugar del cielo».

## Demografía
| Gráfica de evolución demográfica |
|                                  |

| Censo | Población |
| ----- | --------- |
| 1900  | 358       |
| 1910  | 299       |
| 1921  | 421       |
| 1930  | 437       |
| 1940  | 366       |
| 1950  | 420       |
| 1960  | 713       |
| 1970  | 822       |
| 1980  | 1021      |
| 1990  | 1344      |
| 2000  | 1336      |
| 2010  | 1143      |
| 2020  | 1065      |